# City Streets
City Streets is een Amerikaanse film noir uit 1931 onder regie van Rouben Mamoulian. Het scenario is gebaseerd op een verhaal van de Amerikaanse auteur Dashiell Hammett. De film werd destijds in Nederland uitgebracht onder de titel Wereldstad.

## Verhaal
Nan Cooley is de dochter van een oplichter. Ze is verliefd op de The Kid, een schutter in een schietattractie. The Kid is niet geïnteresseerd in haar, omdat hij niet in het misdaadmilieu wil belanden. Dan wordt Nan door haar vader bij een moordzaak betrokken. Ze belandt in de gevangenis. Haar vader haalt The Kid over om lid te worden van zijn bende en Nan te bevrijden.

## Rolverdeling
| Acteur          | Personage          |
| --------------- | ------------------ |
| Gary Cooper     | The Kid            |
| Sylvia Sidney   | Nan Cooley         |
| Paul Lukas      | Big Fellow Maskal  |
| William Boyd    | McCoy              |
| Wynne Gibson    | Agnes              |
| Guy Kibbee      | Pop Cooley         |
| Stanley Fields  | Blackie            |
| Betty Sinclair  | Pansy              |
| Robert Homans   | Politie-inspecteur |
| Barbara Leonard | Esther March       |